# Ringer-Europameisterschaften 1979
Die Ringer-Europameisterschaften 1979 wurden vom 16. April bis zum 21. April in Bukarest in Rumänien ausgetragen. Gerungen wurde in den Stilarten griechisch-römisch (Greco) der Herren und Freistil der Herren, wobei in beiden Stilarten die Europameister in jeweils zehn Gewichtsklassen gesucht wurden.

## Griechisch-römisch, Männer

### Ergebnisse

#### Kategorie bis 48 kg
| Platz | Land        | Sportler             |
| ----- | ----------- | -------------------- |
| 1     | Rumänien    | Constantin Alexandru |
| 2     | Bulgarien   | Pawel Schristow      |
| 3     | Sowjetunion | Anatoli Bosin        |
| 4     | Türkei      | Salih Bora           |
| 5     | Polen       | Roman Kierpacz       |
| 6     | Ungarn      | Krisztian Santha     |

Titelverteidiger: Constantin Alexandru, Rumänien

#### Kategorie bis 52 kg
| Platz | Land             | Sportler         |
| ----- | ---------------- | ---------------- |
| 1     | Sowjetunion      | Robert Nersesjan |
| 2     | Rumänien         | Nicu Gângă       |
| 3     | Ungarn           | Lajos Rácz       |
| 4     | Bulgarien        | Krum Borisow     |
| 5     | Tschechoslowakei | Antonín Jelínek  |
| 6     | BR Deutschland   | Peter Diefenthal |

Titelverteidiger: Wachtang Blagidse, UdSSR

#### Kategorie bis 57 kg
| Platz | Land             | Sportler            |
| ----- | ---------------- | ------------------- |
| 1     | Sowjetunion      | Schamil Serikow     |
| 2     | BR Deutschland   | Pasquale Passarelli |
| 3     | Tschechoslowakei | Josef Krysta        |
| 4     | Rumänien         | Mihai Boțilă        |
| 5     | Bulgarien        | Georgi Donew        |
| 6     | Ungarn           | Gyula Molnár        |

Titelverteidiger: Wladimir Pogudin, UdSSR

#### Kategorie bis 62 kg
| Platz | Land           | Sportler           |
| ----- | -------------- | ------------------ |
| 1     | Griechenland   | Stylianos Migiakis |
| 2     | Ungarn         | István Tóth        |
| 3     | Polen          | Kazimierz Lipień   |
| 4     | Sowjetunion    | Boris Kramarenko   |
| 5     | Schweden       | Lars Malmkvist     |
| 6     | BR Deutschland | Thomas Passarelli  |

Titelverteidiger: Kazimierz Lipień, Polen

#### Kategorie bis 68 kg
| Platz | Land                            | Sportler             |
| ----- | ------------------------------- | -------------------- |
| 1     | Rumänien                        | Ștefan Rusu          |
| 2     | Bulgarien                       | Iwan Saikow          |
| 3     | Polen                           | Andrzej Supron       |
| 4     | Deutsche Demokratische Republik | Heinz-Helmut Wehling |
| 5     | Sowjetunion                     | Alexander Alijew     |
| 6     | Finnland                        | Matti Övermark       |

Titelverteidiger: Ștefan Rusu, Rumänien

#### Kategorie bis 74 kg
| Platz | Land        | Sportler                |
| ----- | ----------- | ----------------------- |
| 1     | Ungarn      | Ferenc Kocsis           |
| 2     | Sowjetunion | Wjatscheslaw Mkrytschew |
| 3     | Bulgarien   | Nedko Nedew             |
| 4     | Polen       | Andrzej Franas          |
| 5     | Rumänien    | Gheorghe Ciobotaru      |
| 6     | Finnland    | Mikko Huhtala           |

Titelverteidiger: Ferenc Kocsis, Ungarn

#### Kategorie bis 82 kg
| Platz | Land        | Sportler           |
| ----- | ----------- | ------------------ |
| 1     | Rumänien    | Ion Draica         |
| 2     | Polen       | Jan Dolgowicz      |
| 3     | Sowjetunion | Taimuras Apchasawa |
| 4     | Schweden    | Leif Andersson     |
| 5     | Türkei      | Ömer Suzan         |
| 6     | Ungarn      | Miklós Hegedűs     |

Titelverteidiger:

#### Kategorie bis 90 kg
| Platz | Land           | Sportler          |
| ----- | -------------- | ----------------- |
| 1     | Schweden       | Frank Andersson   |
| 2     | Ungarn         | Norbert Növényi   |
| 3     | Rumänien       | Petre Dicu        |
| 4     | Bulgarien      | Iwan Petrow       |
| 5     | BR Deutschland | Petro Pawlidis    |
| 6     | Sowjetunion    | Airapet Minassjan |

Titelverteidiger:

#### Kategorie bis 100 kg
| Platz | Land        | Sportler           |
| ----- | ----------- | ------------------ |
| 1     | Sowjetunion | Nikolai Balboschin |
| 2     | Polen       | Roman Bierła       |
| 3     | Rumänien    | Vasile Andrei      |
| 4     | Ungarn      | Tamás Gáspár       |
| 5     | Jugoslawien | Refik Memišević    |
| 6     | Bulgarien   | Andrej Dimitrow    |

Titelverteidiger:

#### Kategorie über 100 kg
| Platz | Land        | Sportler                |
| ----- | ----------- | ----------------------- |
| 1     | Bulgarien   | Alexandar Tomow         |
| 2     | Rumänien    | Roman Codreanu          |
| 3     | Türkei      | Kenan Ege               |
| 4     | Sowjetunion | Oleksandr Koltschynskyj |
| 5     | Jugoslawien | Prsulav                 |
| 6     | Ungarn      | János Rovnyai           |

Titelverteidiger:

### Medaillenspiegel
| Rang | Land             | Gold | Silber | Bronze |
| ---- | ---------------- | ---- | ------ | ------ |
| 1    | Rumänien         | 3    | 2      | 2      |
| 2    | Sowjetunion      | 3    | 1      | 2      |
| 3    | Bulgarien        | 1    | 2      | 1      |
| 4    | Ungarn           | 1    | 2      | 1      |
| 5    | Schweden         | 1    | 0      | 0      |
|      | Griechenland     | 1    | 0      | 0      |
| 7    | Polen            | 0    | 2      | 2      |
| 8    | BR Deutschland   | 0    | 1      | 0      |
| 9    | Türkei           | 0    | 0      | 1      |
|      | Tschechoslowakei | 0    | 0      | 1      |

## Freistil, Männer

### Ergebnisse

#### Kategorie bis 48 kg
| Platz | Land             | Sportler         |
| ----- | ---------------- | ---------------- |
| 1     | Sowjetunion      | Arschak Sanonjan |
| 2     | Polen            | Jan Falandys     |
| 3     | Rumänien         | Aurel Rentea     |
| 4     | Bulgarien        | Stojan Stojanow  |
| 5     | Italien          | Claudio Pollio   |
| 6     | Tschechoslowakei | Izidzik          |

Titelverteidiger: Stojan Stojanow, Bulgarien

#### Kategorie bis 52 kg
| Platz | Land                            | Sportler         |
| ----- | ------------------------------- | ---------------- |
| 1     | Sowjetunion                     | Iragi Schugajew  |
| 2     | Deutsche Demokratische Republik | Hartmut Reich    |
| 3     | Polen                           | Tadeusz Kudelski |
| 4     | Türkei                          | Aslan Seyhanlı   |
| 5     | BR Deutschland                  | Fritz Niebler    |
| 6     | Rumänien                        | Constantin Ignat |

Titelverteidiger: Nermedin Selimow, Bulgarien

#### Kategorie bis 57 kg
| Platz | Land                            | Sportler          |
| ----- | ------------------------------- | ----------------- |
| 1     | Sowjetunion                     | Sergei Beloglasow |
| 2     | Rumänien                        | Aurel Neagu       |
| 3     | Bulgarien                       | Iwan Sotschew     |
| 4     | Deutsche Demokratische Republik | Bernd Bobrich     |
| 5     | Italien                         | Iobrutto          |
| 6     | Jugoslawien                     | Risto Darlev      |

Titelverteidiger: Busaj Ibragimow, UdSSR

#### Kategorie bis 62 kg
| Platz | Land           | Sportler      |
| ----- | -------------- | ------------- |
| 1     | Bulgarien      | Miho Dukow    |
| 2     | BR Deutschland | Eduard Giray  |
| 3     | Polen          | Jan Szymański |
| 4     |                |               |
| 5     |                |               |
| 6     |                |               |

Titelverteidiger: Miho Dukow, Bulgarien

#### Kategorie bis 68 kg
| Platz | Land                            | Sportler          |
| ----- | ------------------------------- | ----------------- |
| 1     | Sowjetunion                     | Nikolai Petrenko  |
| 2     | Bulgarien                       | Iwan Jankow       |
| 3     | Deutsche Demokratische Republik | Eberhard Probst   |
| 4     | Jugoslawien                     | Šaban Sejdi       |
| 5     | Italien                         | Gabriele Catalano |
| 6     | Ungarn                          | Lajos Sandor      |

Titelverteidiger: Iwan Jankow, Bulgarien

#### Kategorie bis 74 kg
| Platz | Land           | Sportler              |
| ----- | -------------- | --------------------- |
| 1     | Sowjetunion    | Mussan Abdul-Muslimow |
| 2     | BR Deutschland | Martin Knosp          |
| 3     | Bulgarien      | Alexandar Nanew       |
| 4     | Jugoslawien    | Kirco Ristov          |
| 5     | Rumänien       | Emilian Cristean      |
| 6     |                |                       |

Titelverteidiger: Pjotr Marta, UdSSR

#### Kategorie bis 82 kg
| Platz | Land           | Sportler          |
| ----- | -------------- | ----------------- |
| 1     | Sowjetunion    | Oleg Alexejew     |
| 2     | Ungarn         | István Kovács     |
| 3     | BR Deutschland | Adolf Seger       |
| 4     | Türkei         | Reşit Karabacak   |
| 5     | Bulgarien      | Walentin Kamberow |
| 6     | Polen          | Henryk Mazur      |

Titelverteidiger: Schukri Ljutwiew, Bulgarien

#### Kategorie bis 90 kg
| Platz | Land                            | Sportler           |
| ----- | ------------------------------- | ------------------ |
| 1     | Deutsche Demokratische Republik | Uwe Neupert        |
| 2     | Sowjetunion                     | Alasch Dajudow     |
| 3     | Bulgarien                       | Iwan Ginow         |
| 4     | Polen                           | Tomasz Busse       |
| 5     | Ungarn                          | Petreszylem        |
| 6     | BR Deutschland                  | Willibald Liebgott |

Titelverteidiger: Uwe Neupert, DDR

#### Kategorie bis 100 kg
| Platz | Land                            | Sportler               |
| ----- | ------------------------------- | ---------------------- |
| 1     | Sowjetunion                     | Ilja Mate              |
| 2     | Bulgarien                       | Slawtscho Tscherwenkow |
| 3     | Rumänien                        | Vasile Pușcașu         |
| 4     | Tschechoslowakei                | Julius Strnisko        |
| 5     | Ungarn                          | István Robotka         |
| 6     | Deutsche Demokratische Republik | Harald Büttner         |

Titelverteidiger: Lewan Tedijaschwili, UdSSR

#### Kategorie über 100 kg
| Platz | Land                            | Sportler           |
| ----- | ------------------------------- | ------------------ |
| 1     | Sowjetunion                     | Salman Chassimikow |
| 2     | Deutsche Demokratische Republik | Roland Gehrke      |
| 3     | Polen                           | Adam Sandurski     |
| 4     | Rumänien                        | Janko Andrei       |
| 5     | Ungarn                          | József Balla       |
| 6     | Bulgarien                       | Petar Iwanow       |

Titelverteidiger: Boris Bigajew, UdSSR

### Medaillenspiegel
| Rang | Land                            | Gold | Silber | Bronze |
| ---- | ------------------------------- | ---- | ------ | ------ |
| 1    | Sowjetunion                     | 8    | 1      | 0      |
| 2    | Bulgarien                       | 1    | 2      | 3      |
| 3    | Deutsche Demokratische Republik | 1    | 2      | 1      |
| 4    | BR Deutschland                  | 0    | 2      | 1      |
| 5    | Polen                           | 0    | 1      | 3      |
| 6    | Rumänien                        | 0    | 1      | 2      |
| 7    | Ungarn                          | 0    | 1      | 0      |